# MIRC
mIRC是一個Windows系統上的即時通訊共享軟件，由Khaled Mardam-Bey開發並在1995年發佈。現在它的mIRC語言已经在原来的基础上得到了极大的拓展。其主要附加功能包括：
- 頻道IRC自動管理
- 支持多人遊戲伺服器
- 内置MP3播放器
- 網頁parser（多數用於觀看搜尋結果或標題）
- DCC、HTTP及IRC伺服器
- 遊戲平台（這些遊戲多被稱為mIRC遊戲）

它是一個很知名的軟件，曾在2004年內於CNET的download.com （页面存档备份，存于）上被下載七百萬次。而在Neilsen網上排名 （页面存档备份，存于）調查中，mIRC是2003年最受欢迎的10大网络软件之一。它的成名可能是很多mIRC的用戶會誤以為他們所用的協議與軟件的名稱相同，所以他們會想到連到“mIRC伺服器”或“加入mIRC頻道”。

## 主要功能
- 同時連接至多個伺服器（新增在版本6.0）
- 高智能的事項性及指令性的程式語言
- 基本CTCP
- CTCP的音訊（可播放MP3、WAV和MIDI）
- DCC的交談及檔案發送
- 能停止下载隱藏的木馬
- 檔案伺服器（由DCC交談控制）允許用戶瀏覽和下載指定的檔案
- 支持ANSI-風格和mIRC-風格的文字
- 可安裝外掛以使用語音辨識技术及發聲功能

## 常見問題
- mIRC語言允許鬧事者欺騙其他用戶執行危險命令程式。
- Khaled Mardam-Bey沒有咨詢其他mIRC开发者，而选择了一种备受指责的颜色格式；這也許是为什么一些IRC程序作者不對mIRC进行支持。
- 利用mIRC可以傳送一個不引人注意的命令而令電腦关機，这个问题将会迫使用户升级。（6.1X版的mIRC已经修正了这个bug，更新后的用户已经不必再担心这个问题了）

## 復活節彩蛋
- 在關於mIRC的對話框中按滑鼠右鍵，在上面mIRC的"I"上會出現一跳動的小點。
- 在左邊mIRC的圖示按滑鼠左鍵，會變成舊的mIRC圖示。
- 在右邊mIRC的作者鼻子上按滑鼠左鍵，會出現娃娃的叫聲。
- 輸入英文arnie，mIRC的作者會變成一隻恐龍。
- 在工具列最後一個"關於"圖示上按滑鼠右鍵，會出現一張笑臉。
- 重複上述任何動作，就會恢復原狀。

## 外部連結
- 官方網頁 （页面存档备份，存于）（英文）